# وادي مربعات

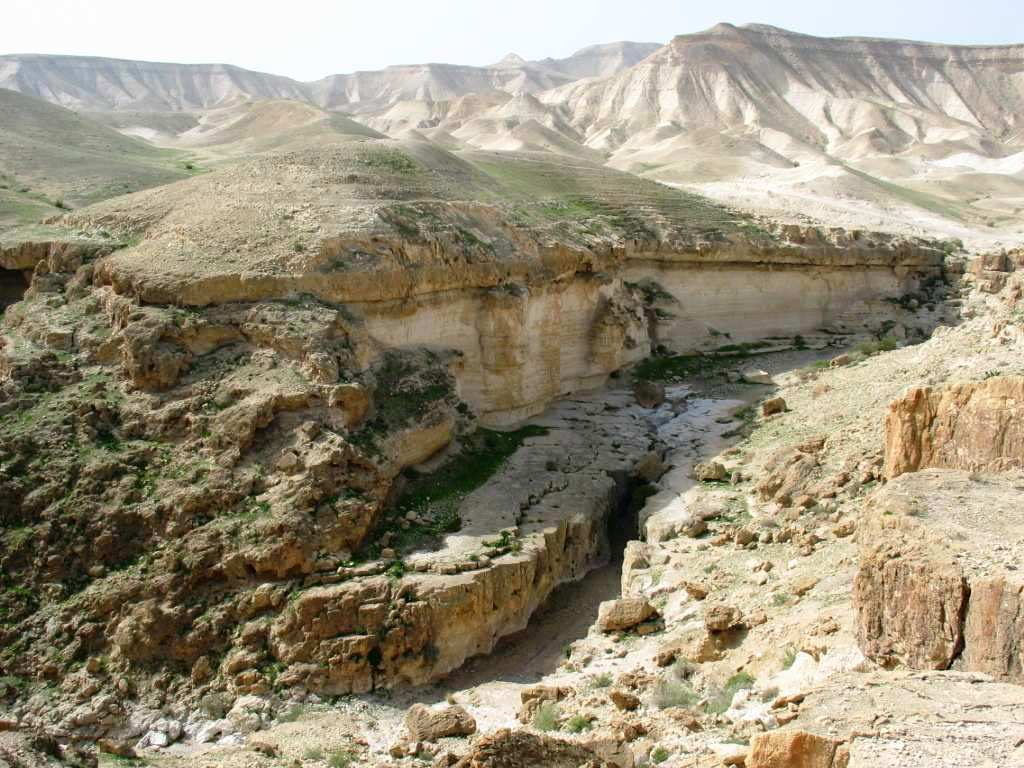
نحال دارجة

وادي مربعات هو واد محفور بواسطة مجرى موسمي يمتد من برية الخليل شرق بيت لحم مرورًا بجبل الفريديس وصولًا إلى البحر الميت، على بعد 18 كم جنوب خربة قمران في الضفة الغربية. حسب الروايات اليهودية القديمة، اختبأ المقاتلون اليهود خلال ثورة بار كوخبا في كهوف هذه المنطقة تاركين وراءهم وثائق تتضمن بعض الرسائل الموقعة من شمعون بار كوخبا.

## اكتشاف وتحليل الكهوف
عندما اكتشفت قبيلة التعامرة البدوية التي اكتشفت الكهف الأول في قمران، مدى قيمة النصوص التي عثروا عليها، بدأوا في البحث عن مواقع أخرى قد تحتوي على المزيد من اللفائف. أدى ذلك في خريف عام 1951 إلى اكتشاف كهوف عالية في الوجه الصخري الرأسي القريب لوادي المربعات. مع التأكيد على أن النصوص الجديدة جاءت من مربعات، بدأ جيرالد لانكستر هاردينغ ورولان دي فو التنقيب الرسمي هناك في يناير 1952. تم فحص أربعة كهوف.
تم اكتشاف بقايا تعكس السكن، عادة ما يكون مؤقتًا، خلال العصر الحجري النحاسي، والعصر البرونزي (بما في ذلك جعران الهكسوس)، والعصر الحديدي، والعصر الروماني. يمثل العصر الروماني كمية كبيرة من الفخار والعديد من الأسلحة، بما في ذلك شفرة بيلوم (رمح روماني). تم العثور على العديد من زهور المغزل، مما يشير إلى وجود نساء يعملن في الغزل، ومخزن نقود يحتوي على 149 دراخمة نبطية و 51 دينارًا إمبراطوريًا و 33 رباعي تراخما من تراجان. تم سك معظم القطع النقدية في أنطاكية. تشير فلات المغزل والعملات المعدنية إلى وجود معسكر طويل لقوات بار كوخبا في المنطقة، بينما تشير الأشياء الرومانية إلى أن القوات الرومانية اجتاحت المستوطنة.
تم مسح منطقة المربعات من قبل بيسا بار-أدون في عام 1968 مما أدى إلى اكتشاف كهف خامس. في عام 1993 اكتشفت حنان إيشل وز. جرينهوت مقبرة تشبه تلك الموجودة في قمران.

## المواد النصية
من العصر الروماني يوجد جرد لحوالي 120 وثيقة تغطي العقود التي سبقت ثورة بار كوخبا. العديد من هذه الوثائق هي وثائق قانونية بما في ذلك صكوك بيع الأراضي وعقود الزواج وإقرار بالديون وأوامر الطلاق. تم العثور على أجزاء من النصوص التوراتية بما في ذلك سفر التكوين، سفر التثنية وإشعياء، بالإضافة إلى بقايا لفائف الأنبياء العبرية الصغرى.

### قائمة المخطوطات من الكهف 1
| جزء أو معرف التمرير | جزء أو اسم التمرير  | معرف بديل         | جمعية الكتاب المقدس الإنجليزية                                    | لغة               | التاريخ / السيناريو | وصف                                | مرجع              |
| كهف وادي مربعات 1   | كهف وادي مربعات 1   | كهف وادي مربعات 1 | كهف وادي مربعات 1                                                 | كهف وادي مربعات 1 | كهف وادي مربعات 1   | كهف وادي مربعات 1                  | كهف وادي مربعات 1 |
| ------------------- | ------------------- | ----------------- | ----------------------------------------------------------------- | ----------------- | ------------------- | ---------------------------------- | ----------------- |
| الجدار 1            | أسفار موسى الخمسة ؟ | الجدار 1          | تكوين 32: 4-5، 30، 33-33: 1؛ 34: 5-7، 30-35: 1، 4-7 خروج 6: 5- 11 | اللغة العبرية     | رومان               | أجزاء من التكوين والنزوح والأرقام. | [ 7 ]             |
| موردوت              | تثنية               | الجدار 2          | تثنية 10: 1-3                                                     | اللغة العبرية     | 20 - 84 م رومان     |                                    | [ 8 ]             |
| موريسا              | اشعياء              | الجدار 3          |                                                                   | اللغة العبرية     | رومان               |                                    | [ 9 ]             |
| مورفيل              | تيفيلين             | الجدار 4          | يحتوي على خروج 13: 1–16 تثنية 11: 13-21؛ 6: 4-9                   | اللغة العبرية     | رومان               |                                    | [ 10 ]            |
| مورمز               | مزوزه               | الجدار 5          | يحتوي على خروج 13: 1–16 تثنية 11: 13-21؛ 6: 4-9                   | اللغة العبرية     | رومان               |                                    | [ 11 ]            |
| الجدار 6            | نص أدبي غير معروف   | الجدار 6          |                                                                   |                   |                     |                                    | [ 12 ]            |
| الجدار 12           | صغار الأنبياء       | مور 88            |                                                                   | اللغة العبرية     | روماني (نص مربع)    |                                    | [ 13 ]            |

### رسالة من سيمون بار كوخبا
الرسالة التالية، التي ترجمها جون أليجرو، موجهة إلى يشوع[محل شك] بن جلغولا، القائد العسكري لقلعة هيروديوم الواقعة بين وادي المربع والقدس. تقدم الرسالة الاسم الحقيقي لبار كوخبا.
سمعان بن قصيبة ليشوع بن جلجولا ورجال جماعتك. تحيات. أدعو السماء لأشهد ضدي: إذا تسبب أي من الجليليين الذين قمت بحمايتهم (أو سلمتهم) في مشاكل، فسوف أضع قيودًا على قدميك كما فعلت مع بن أفلول - سمعان بن كوصبح.